# Momentum 1 Day Cup 2018/19
Der Momentum 1 Day Cup 2018/19 war die 38. Austragung der nationalen List A Cricket-Meisterschaft in Südafrika. Der Wettbewerb wurde zwischen dem 8. Februar 2019 und 31. März 2019 zwischen den sechs südafrikanischen First-Class-Franchises ausgetragen. Im Finale konnten sich die Titans gegen die Dolphins mit 135 Runs durchsetzen.

## Format
Die sechs Mannschaften spielten in einer Gruppe jeweils zweimal gegen jedes andere Team. Für einen Sieg gab es vier Punkte, für ein Unentschieden oder No Result zwei und für eine Niederlage keinen Punkt. Ein Bonuspunkt wurde vergeben, wenn bei einem Sieg die eigene Runzahl die des Gegners um das 1,25-fache überstieg. Des Weiteren war es möglich, dass Mannschaften Punkte abgezogen bekamen, wenn sie beispielsweise zu langsam spielten. Die ersten vier Mannschaften qualifizierten sich für das Halbfinale.

## Resultate (Gruppenphase)
Tabelle
| Teams       | Sp. | S | N | U | R | NR | BP | Ded | Punkte | NRR    |
| ----------- | --- | - | - | - | - | -- | -- | --- | ------ | ------ |
| Titans      | 10  | 6 | 4 | 0 | 0 | 0  | 4  | 0   | 28     | +0.949 |
| Dolphins    | 10  | 5 | 4 | 0 | 0 | 1  | 1  | 0   | 23     | +0.011 |
| Warriors    | 10  | 5 | 4 | 0 | 0 | 1  | 0  | 0   | 22     | −0.510 |
| Cape Cobras | 10  | 5 | 5 | 0 | 0 | 0  | 0  | 0   | 20     | −0.483 |
| Knights     | 10  | 3 | 5 | 0 | 0 | 2  | 2  | 0   | 18     | +0.112 |
| Lions       | 10  | 2 | 4 | 0 | 0 | 4  | 0  | 0   | 16     | −0.078 |

Spiele
| 8. Februar Scorecard | Paarl | Cape Cobras 276-6 (50)         | – | Warriors 277-7 (49.5) |
|                      |       | Warriors gewinnt mit 3 Wickets |   |                       |

| 9. Februar Scorecard | Pietermaritzburg | Dolphins 342-6 (50)          | – | Lions 323-9 (50) |
|                      |                  | Dolphins gewinnt mit 19 Runs |   |                  |

| 10. Februar Scorecard | Centurion | Knights 262-5 (50)           | – | Titans 268-1 (38.4) |
|                       |           | Titans gewinnt mit 9 Wickets |   |                     |

| 13. Februar Scorecard | Johannesburg | Warriors 76-3 (16.2) | – | Lions |
|                       |              | No Result            |   |       |

| 16. Februar Scorecard | Johannesburg | Lions    | – | Knights |
|                       |              | Abgesagt |   |         |

| 17. Februar Scorecard | Centurion | Dolphins 308-7 (50)          | – | Titans 296-8 (50) |
|                       |           | Dolphins gewinnt mit 12 Runs |   |                   |

| 19. Februar Scorecard | Bloemfontein | Knights 282-6 (50)                | – | Cape Cobras 286-7 (49.3) |
|                       |              | Cape Cobras gewinnt mit 3 Wickets |   |                          |

| 22. Februar Scorecard | Paarl | Dolphins 276-7 (50)          | – | Cape Cobras 254 (49) |
|                       |       | Dolphins gewinnt mit 22 Runs |   |                      |

| 22. Februar Scorecard | Kimberley | Warriors 195 (45.1/47)                    | – | Knights 184 (46.1/47) |
|                       |           | Warriors gewinnt mit 14 Runs (D/L method) |   |                       |

| 24. Februar Scorecard | Oudtshoorn | Cape Cobras 298-5 (50)          | – | Lions 277 (49.4) |
|                       |            | Cape Cobras gewinnt mit 21 Runs |   |                  |

| 26. Februar Scorecard | Durban | Dolphins 244 (49.2)                         | – | Warriors 152-2 (28/31) |
|                       |        | Warriors gewinnt mit 8 Wickets (D/L method) |   |                        |

| 27. Februar Scorecard | Potchefstroom | Titans 309-7 (50)           | – | Lions 311-2 (47) |
|                       |               | Lions gewinnt mit 8 Wickets |   |                  |

| 1. März Scorecard | Kapstadt | Titans 320-6 (50)          | – | Cape Cobras 237 (40.5) |
|                   |          | Titans gewinnt mit 83 Runs |   |                        |

| 1. März Scorecard | East London | Warriors 309-9 (50)                      | – | Lions 276-9 (41/41) |
|                   |             | Warriors gewinnt mit 7 Runs (D/L method) |   |                     |

| 2. März Scorecard | Durban | Knights 254-9 (50)                        | – | Dolphins 139-3 (27/27) |
|                   |        | Dolphins gewinnt mit 22 Runs (D/L method) |   |                        |

| 3. März Scorecard | Port Elizabeth | Titans 369-5 (50)          | – | Warriors 314 (47.1) |
|                   |                | Titans gewinnt mit 55 Runs |   |                     |

| 7. März Scorecard | Johannesburg | Cape Cobras 281-9 (50)         | – | Lions 278-9 (50) |
|                   |              | Cape Cobras gewinnt mit 3 Runs |   |                  |

| 8. März Scorecard | Benoni | Warriors 132-4 (21/21)                    | – | Titans 185-8 (20.2/21) |
|                   |        | Titans gewinnt mit 2 Wickets (D/L method) |   |                        |

| 9. März Scorecard | Pietermaritzburg | Dolphins 218-6 (28/28)            | – | Cape Cobras 220-2 (26/28) |
|                   |                  | Cape Cobras gewinnt mit 8 Wickets |   |                           |

| 9. März Scorecard | Bloemfontein | Lions 22-1 (9.3/20) | – | Knights |
|                   |              | No Result           |   |         |

| 13. März Scorecard | Centurion | Cape Cobras 151 (37.2)        | – | Titans 155-0 (22.1) |
|                    |           | Titans gewinnt mit 10 Wickets |   |                     |

| 15. März Scorecard | East London | Warriors 121 (26.3)           | – | Knights 122-5 (29.3) |
|                    |             | Knights gewinnt mit 5 Wickets |   |                      |

| 15. März Scorecard | Durban | Titans 300-9 (50)          | – | Dolphins 230 (48.1) |
|                    |        | Titans gewinnt mit 70 Runs |   |                     |

| 17. März Scorecard | Kimberley | Knights 208-5 (25/25)       | – | Dolphins 150 (21.4/25) |
|                    |           | Knights gewinnt mit 58 Runs |   |                        |

| 20. März Scorecard | Port Elizabeth | Warriors 223-9 (50)            | – | Dolphins 229-1 (35.5) |
|                    |                | Dolphins gewinnt mit 9 Wickets |   |                       |

| 21. März Scorecard | Kapstadt | Knights 186 (47.4)                | – | Cape Cobras 187-3 (44.1) |
|                    |          | Cape Cobras gewinnt mit 7 Wickets |   |                          |

| 21. März Scorecard | Benoni | Lions 304-8 (50)         | – | Titans 297-8 (50) |
|                    |        | Lions gewinnt mit 7 Runs |   |                   |

| 23. März Scorecard | Port Elizabeth | Cape Cobras 269-5 (50)         | – | Warriors 270-1 (44) |
|                    |                | Warriors gewinnt mit 9 Wickets |   |                     |

| 23. März Scorecard | Bloemfontein | Titans 323-7 (50)                          | – | Knights 285-5 (39/40) |
|                    |              | Knights gewinnt mit 5 Wickets (D/L method) |   |                       |

| 23. März Scorecard | Potchefstroom | Lions 330-6 (50) | – | Dolphins 39-1 (9.2/48) |
|                    |               | No Result        |   |                        |

## Halbfinale
| 27. März Scorecard | Centurion | Cape Cobras 187 (47.3)       | – | Titans 188-5 (39.1) |
|                    |           | Titans gewinnt mit 5 Wickets |   |                     |

| 28. März Scorecard | Durban | Warriors 119 (34.3)            | – | Dolphins 123-3 (19.1) |
|                    |        | Dolphins gewinnt mit 7 Wickets |   |                       |

## Finale
| 31. März Scorecard | Centurion | Titans 356-6 (50)           | – | Dolphins 221 (39.4) |
|                    |           | Titans gewinnt mit 135 Runs |   |                     |